# Carlos Marín
Carlos Marín Menchero, mais conhecido como Carlos Marin (Rüsselsheim, 13 de outubro de 1968 - Manchester, 19 de dezembro de 2021) foi um cantor lírico e barítono espanhol. Fez parte do quarteto musical Il Divo.

## História
Nascido na Alemanha mas criado em Madrid, Espanha, Carlos começou sua carreira na música no início da vida, gravando seu primeiro álbum quando tinha oito anos, produzido por Vader Abraham (nome artístico do produtor e compositor Pierre Kartner). O disco, chamado A Little Caruso, continha canções como "O Sole Mio" e "Granada". Nessa idade, ele ainda cantou "Granada" na frente de uma platéia de 700 pessoas. Aos dez anos ele gravou um segundo álbum chamado Mijn Lieve Mama (My Dear Mother). Este começo musical o levou a estudar piano e solfejo. Viveu na Holanda durante um curto período de tempo e ficou conhecido como "Carlos, o Pequeno Caruso".
Quando tinha 12, anos mudou-se para a Espanha, onde ganhou vários prêmios em concursos de televisão como "Gente Jovem" pessoas (jovens) e "Nova Gente" na TVE (Televisión Española), entre seus 15 e 20 anos. Durante esse tempo, também começou a cantar em programas de TV ao vivo, acompanhado por uma orquestra.
Ao longo dos anos, ganhou reputação como um importante intérprete musical, cultivando diferentes gêneros musicais e recebendo excelentes críticas pelos críticos. Ele fez um nome para si mesmo na indústria musical, participando de várias competições musicais:  "Jacinto Guerrero", "Francisco Alonso" e "Julián Gayarre", em 1996, quando conquistou o segundo lugar, entre outros.
Atuou em diversos musicais, começando em 1993 como Marius em Les Misérables, e depois em Beauty and the Beast (quando sofreu um acidente que o deixou com um tornozelo quebrado), Grease (em que desempenhou o papel de Vince Fontaine), El diluvio que viene (The Coming Flood) e que abrange, por José Sacristán, no Homem de La Mancha. Também participou da produção de La Magia de Broadway (Broadway Magic) e Peter Pan (no teatro e CD), neste musical que ele dividia igualmente as funções de direcção musical de Alberto Quintero.
Marín cantou no filme animado The Nightmare Before Christmas, e foi também a voz cantando o príncipe na versão em espanhol de Cinderela, da Disney, produzido no ano de 2000.
Esteve presente em aulas vocais com Alfredo Kraus, Monserrat Caballé e Jaume Aragall, e ganhou aclamação como barítono em diversas óperas, incluindo La Traviata, O Barbeiro de Sevilha, La Bohème, Lucia di Lammermoor e Madame Butterfly. Algumas de suas óperas mais ilustres estão disponíveis no registro de Mercutio Campoamor (Oviedo), Don Giglio em La Capricciosa Corretta (altamente recomendado para os amantes da ópera), ou na versão Damut de Marina.
Igualmente participou da zarzuelas no "Jardines Sabatini" (Jardins de Sabatini, em Madri), ponto de encontro para os amantes da música durante a temporada de verão nos jardins do Palácio Real de Madri. Alguns de seus desempenhos na ópera espanhola podem ser encontrados em DVD, como La Gran Vía (Caminho Grande), La Revoltosa (A Rebelião),  em que ele interpreta Felipe, e La Verbena, de La Paloma Festival (The Pigeon's), interpretando Julián.

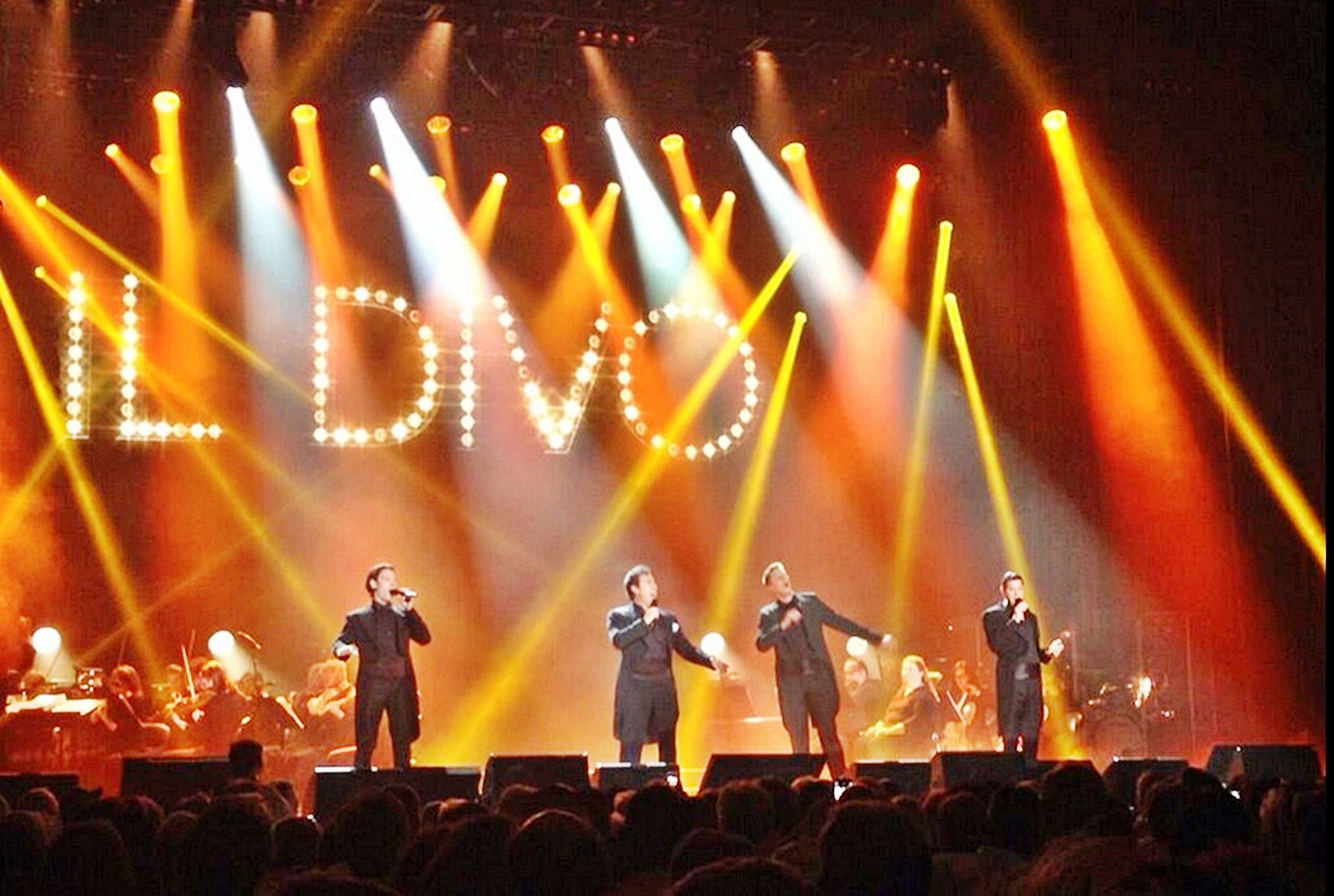
Il Divo.

Em dezembro de 2003, tornou-se um membro do quarteto musical internacional Il Divo, juntamente com Urs Bühler (Suíça), Sébastien Izambard (França) e David Miller (Estados Unidos).
Além de sua experiência musical e destreza, os membros do Il Divo também são reconhecidos por seu impecável gosto em moda, vestir-se quase exclusivamente em ternos Armani, junto com seus olhares bonitos. Seu primeiro álbum, Il Divo, tornou-se um recorde mundial multiplatinum quando lançado em novembro de 2004, entrando no número quatro da Billboard. Alcançou a venda de cinco milhões de cópias em todo o mundo em menos de um ano, e tirou Robbie Williams do primeiro lugar nas paradas. Seu segundo álbum, Ancora, foi lançado em 7 de novembro de 2005 no Reino Unido. O terceiro álbum do Il Divo, Siempre, foi lançado em 21 de novembro de 2006 nos Estados Unidos e em 27 de novembro de 2006 internacionalmente. Seu mais recente álbum, The Promise, foi lançado em 10 de novembro de 2008.
Em junho de 2006, Marín casou-se com sua namorada há 13 anos, Geraldine Larrosa, cantora espanhola e parceira em vários musicais, na Disneylândia.
Em 6 de fevereiro de 2009, foi anunciado em sites de Il Divo que ele e Geraldine estariam se separando depois de 3 anos de casamento. Carlos escreveu que a dificuldade de horários dos dois lhes causou a separação por meses em um tempo, o que havia mudado seu relacionamento.
Em 7 de dezembro de 2021, durante turnê no Reino Unido com o grupo Il Divo, foi internado em um hospital da cidade de Manchester, com baixa oxigenação. Em 19 de dezembro de 2021, o grupo Il Divo confirmou em suas redes sociais o falecimento do barítono.

## Discografia

### Solo
- Little Caruso - solo (1976)
- Mijn Lieve Mama (My Dear Mother) - solo (1978)
- Jekyll & Hyde, The Musical: Promo (2000)